# Комаровка (Кореневский район)
Комаровка — село в Кореневском районе Курской области. Административный центр Комаровского сельсовета.

## География
Село находится на реке Снагость, в 12 км от российско-украинской границы, в 107 км к юго-западу от Курска, в 12 км к юго-западу от районного центра — посёлка городского типа Коренево.
Климат
Комаровка, как и весь район, расположена в поясе умеренно континентального климата с тёплым летом и относительно тёплой зимой (Dfb в классификации Кёппена).

## История
В 1689 году (7198 от сотворения мира) в Комаровке, относившейся к Залуцкой волости Путивльского уезда, была построена Никольская церковь.

## Население
| 2002 | 2010 |
| ---- | ---- |
| 623  | ↘509 |

## Инфраструктура
Личное подсобное хозяйство. В селе 296 домов.

## Транспорт
Комаровка находится в 13,5 км от автодороги регионального значения 38К-030 (Рыльск — Коренево — Суджа), в 7 км от автодороги 38К-006 (Коренево — Троицкое), на автодороге 38К-007 (38К-006 — Комаровка — Глушково), в 3,5 км от автодороги межмуниципального значения 38Н-159 (38К-006 — Краснооктябрьское), в 8 км от автодороги 38Н-160 (38К-006 — Любимовка — 38К-030 с подъездом к с. Обуховка), в 1,5 км от ближайшего ж/д остановочного пункта 341 км (линия 322 км — Льгов I). Остановка общественного транспорта.
В 147 км от аэропорта имени В. Г. Шухова (недалеко от Белгорода).